# Andinobates abditus
Espèce
Synonymes
- Dendrobates abditus Myers & Daly, 1976
- Ranitomeya abdita (Myers & Daly, 1976)

Statut de conservation UICN

 CR A2ac; B1ab(iii) : 
En danger critique
Statut CITES
Andinobates abditus est une espèce d'amphibiens de la famille des Dendrobatidae.

## Répartition
Cette espèce est endémique de la province de Napo en Équateur. Elle se rencontre à 1 700 m d'altitude au pied du volcan Reventador.

## Description
Les mâles mesurent de 16,3 à 17,3 mm et les femelles de 17,3 à 17,7 mm.

## Publication originale
- Myers & Daly, 1976 : A new species of poison frog (Dendrobates) from Andean Ecuador, including an analysis of its skin toxins. Occasional Papers of the Museum of Natural History, University of Kansas, no 59, p. 1-12 (texte intégral).